# Герасимово (Шекснинский район)
Герасимово — деревня в Шекснинском районе Вологодской области.
Входит в состав сельского поселения Чёбсарское, с точки зрения административно-территориального деления — в Чёбсарский сельсовет.
Расстояние по автодороге до районного центра Шексны — 20 км, до центра муниципального образования Чёбсары — 6 км. Ближайшие населённые пункты — Чурилово, Селино, Коротково.
По переписи 2002 года население — 6 человек.